# Argostemma laevigatum
Argostemma laevigatum är en måreväxtart som beskrevs av John Johannes Joseph Bennett. Argostemma laevigatum ingår i släktet Argostemma och familjen måreväxter.
Artens utbredningsområde är Java. Inga underarter finns listade i Catalogue of Life.